# مولدز میبرن
مولدز میبرن (به انگلیسی: Maulds Meaburn) یک روستا در بریتانیا است که در کامبریا واقع شده‌است.